# Max Thalmann
Max Thalmann (* 13. August 1890 in Rudolstadt; † 21. September 1944 in Jena) war ein deutscher Graphiker, Illustrator und Buchkünstler. Er hat insbesondere zwischen 1919 und 1926 einen  Beitrag zur spätexpressionistischen Landschaftsdarstellung geleistet und mit seinem Graphikzyklus „Amerika im Holzschnitt“ 1924/25 ein bedeutendes Werk im Stil der Neuen Sachlichkeit geschaffen.

## Leben und Werk
Max Thalmann wurde nach einer Buchbinderlehre in Halle 1909 Schüler der Kunstgewerbeschule Weimar unter Henry van de Velde. Bei dem Leiter der dortigen Buchbindeabteilung Otto Dorfner    beschäftigte sich Thalmann als dessen erster Schüler mit dem künstlerischen Bucheinband und legte 1911 die Meisterprüfung ab. Von 1911 bis 1913 studierte er an der Königlichen Akademie für graphische Künste und Buchgewerbe zu Leipzig. 1913 kehrte Thalmann nach Weimar zurück, um bei Henry van de Velde als Assistent zu arbeiten. Da er auf Grund seines Gesundheitszustandes als kriegsuntauglich eingestuft worden war, setzte er seine Studien an der Hochschule für bildende Kunst Weimar fort, zuletzt als Meisterschüler von Walther Klemm. Einem Semester als „Jungmeister“ am Bauhaus Weimar folgte 1919 der Sprung in die Selbstständigkeit. Neben seiner künstlerischen Tätigkeit arbeitete er bis ca. 1922 für den Bruno Wollbrück Verlag Weimar als Illustrator und Buchgestalter und hatte in dieser Zeit seine ersten Personalausstellungen in Weimar.

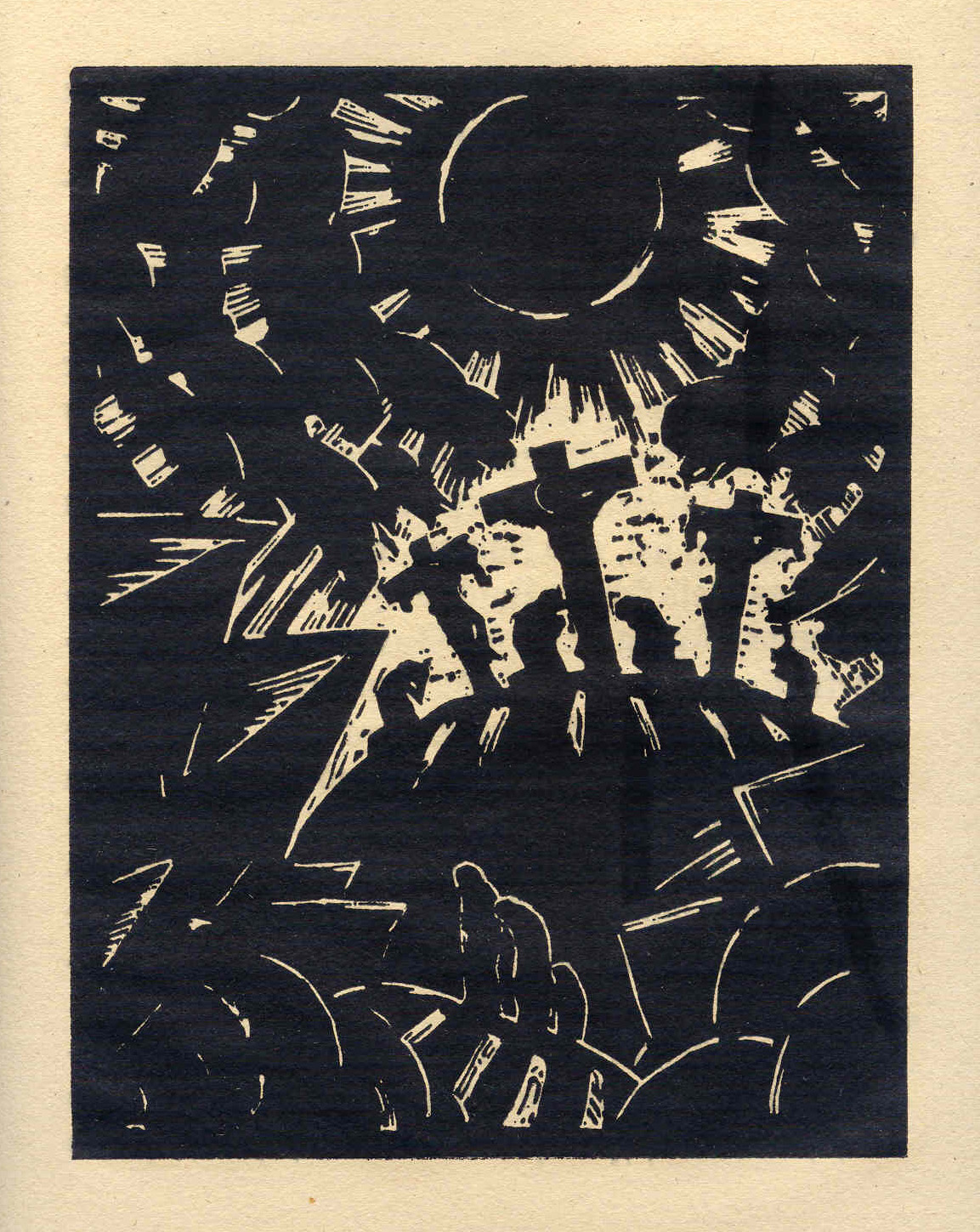
Holzschnitt aus dem Graphikzyklus "Passion", 1921

Eine Zäsur in seinem Leben war die USA-Reise im Winterhalbjahr 1923/24. Deren künstlerisches Ergebnis war 1925 der graphische Zyklus „Amerika im Holzschnitt“. Diese Blätter, sowie die Holzschnittfolgen „Passion“ (1921) und „Der Dom“ (1922) zeigen Thalmann im Zenit seines künstlerischen Schaffens und wurden um 1926/27 in Ausstellungen zwischen Prag, Wien und Paris gezeigt.
Aus existenziellen Gründen brach Thalmann jedoch um diese Zeit mit einer möglichen künstlerischen Laufbahn und folgte der Berufung als Buchgestalter für den Eugen Diederichs Verlag Jena. Dort gestaltete er bis zu seinem Tod im Jahre 1944 nahezu die gesamte Verlagsproduktion. Die expressiven Grafiken Thalmanns galten den Nazis als entartet, und 1937 wurden in der Nazi-Aktion „Entartete Kunst“ aus dem Museum für Kunst und Heimatgeschichte Erfurt die Holzschnitte Passion 6 (36,7 × 28,5 cm, 1919; WV Matuszak 4601) und Passion 8 (36,8 × 28,4 cm, 1919¸ WV Matuszak 4603) beschlagnahmt vernichtet. Aus einer nicht identifizierten Sammlung wurden auch die Blätter Blick auf die Straße, Hochbahn, Über den Straßen und Neubau beschlagnahmt, die nach 1945 sichergestellt wurden und sich Stand 2018 zur Restitution im Kulturhistorischen Museum Rostock befanden.
Thalmann stand 1944 in der Gottbegnadeten-Liste des Reichsministeriums für Volksaufklärung und Propaganda. Er wurde beigesetzt in Weimar.

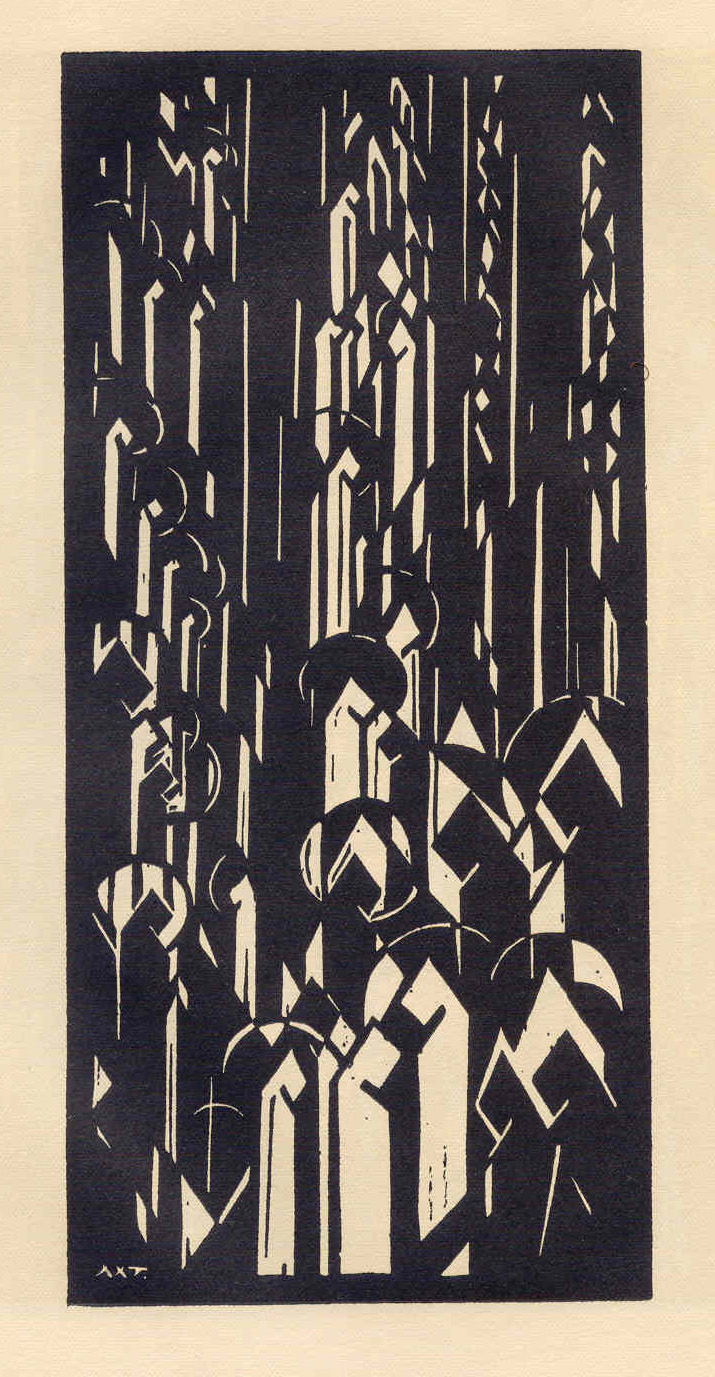
Holzschnitt aus dem Graphikzyklus "Der Dom", 1922

## Illustrierte Bücher (Auswahl)
- Charles de Coster: Vlämische Legenden, Gustav Kiepenheuer Verlag Weimar 1916.
- Gedenkschrift zur Erinnerung an den Großherzog Carl Alexander, Verlag Bruno Wollbrück 1918.
- Hermann von Boetticher: Sonette des Zurückgekehrten, Bruno Wollbrück Verlag Weimar 1919.
- Herman Schmid: Der Dommeister von Regensburg, Verlag Hermann Schaffstein Köln [1920].
- Max Thalmann: Amerika im Holzschnitt, Verlag Eugen Diederichs Jena 1927.

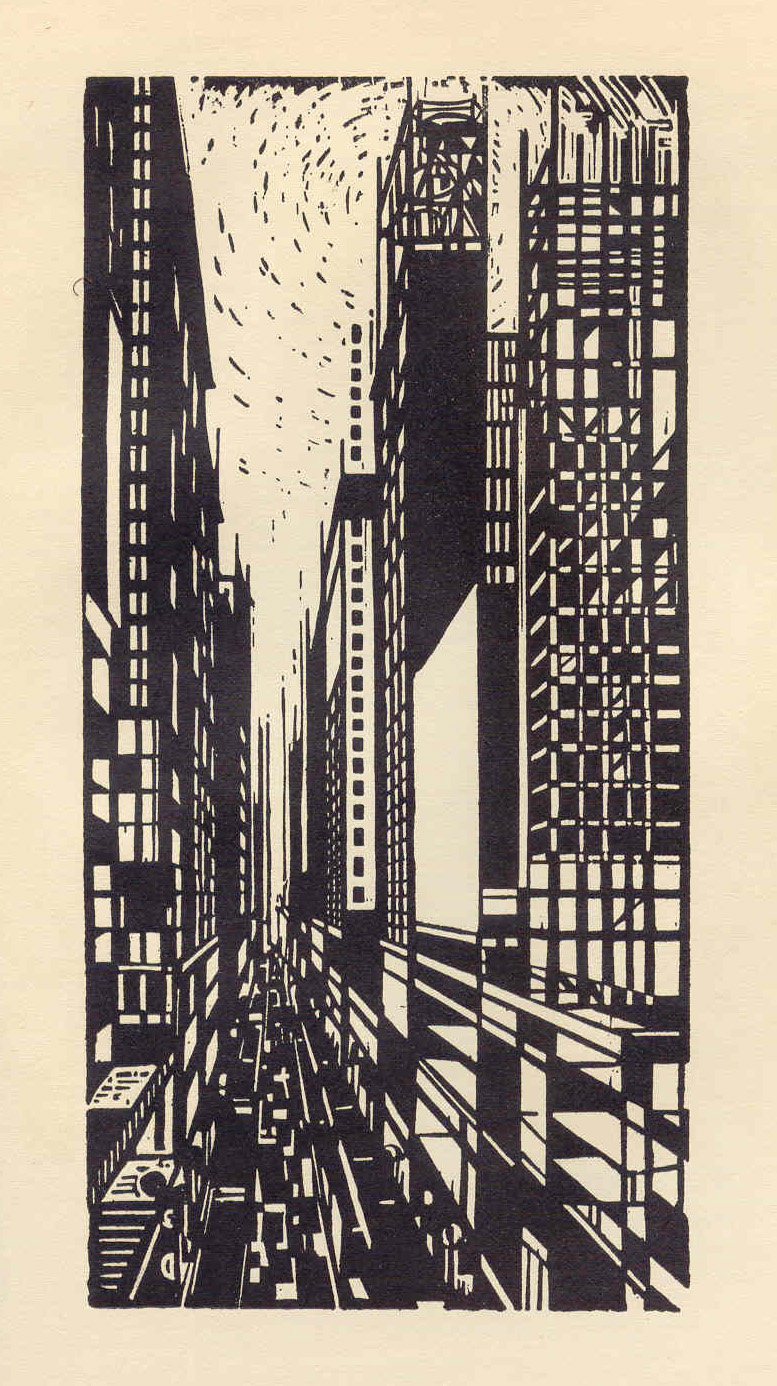
Holzschnitt aus dem Graphikzyklus "Amerika im Holzschnitt", 1925

## Originalgraphische Mappenwerke (Auswahl)
- Friedrich Hebbel: Genoveva, Eigenverlag Weimar 1917 (10 Radierungen).
- Max Thalmann: Passion, Bruno Wollbrück Verlag Weimar 1921 (8 Holzschnitte).
- Max Thalmann: Der Dom, Verlag Eugen Diederichs Jena 1923 (10 Holzschnitte).
- Max Thalmann: Rhythmus der neuen Welt, Eigenverlag Weimar um 1925 (10 Holzschnitte).
- Max Thalmann: Amerika im Holzschnitt, Eugen Dieterichs Verlag Jena, 1927 (30 Holzschnitte, 1923/1924).